# Вулиця Шолом-Алейхема (Львів)
Ву́лиця Шоло́м-Але́йхема — вулиця у Шевченківському районі міста Львова, в місцевості Клепарів. Починається від вулиці Городоцької та прямує до п'ятипроменевого перехрестя з вулицями Раппапорта, Базарною, Джерельною та Шпитальною. Прилучається вулиця Академіка Кучера. 

## Історія
Виникла наприкінці XIX століття. Від 1895 року називалася вулиця Бернштайна, на часі німецької окупації — Любартґассе, на честь литовсько-руського князя Любарта Гедиміновича, у 1945—1991 роках — вулиця Фурманова, на честь російського радянського письменника Дмитра Фурманова. Сучасну назву отримала у 1991 році, на честь єврейського письменника Шолом-Алейхема.

## Забудова
В забудова вулиці переважають архітектурні стилі класицизм та віденська сецесія.
№ 9 — будинок споруджений за проєктом Йозефа Енґеля у 1854 році, перебудований 1898 року.
№ 11 — будинок з театральним залом, зведено у 1895—1896 за проєктом Маврикія Зильберштайна на замовлення товариства єврейських ремісників «Яд Харузим», яке функціювало тут до початку другої світової війни, а на першому поверсі була влаштована синагога. У 1913 році інтер'єр реконструйовано фірмою Міхала Уляма. Від 1950-х — будинок і палац культури промкооперації, від 1960-х — Палац культури виробничого об'єднання «Електрон», відомий у народі, як «Сарай». Наразі будинок є приватною власністю, в якому здійснює свою господарську діяльність ТзОВ «Ерікполь».
№ 12 — будинок зведено за проєктом Антонія-Рудольфа Фляйшля у 1899—1900 роках. У будинку за польських часів містилося Правління єврейської громади Львова та товариство друзів Єврейського музею, у 1940-х роках тут була Львівська зуболікарська школа, у 1950-х роках — львівське медичне училище № 2, у 1970—1980 роках — кафедри медінституту, від часів української незалежності тут працює Львівський центр юдаїки та єврейської освіти, Міжнародний центр «Голокост» імені доктора А. Шварца та Львівська обласна благодійна організація Бней Бріт «Леополіс» імені Е. Домберґа. Будинок внесений до Реєстру пам'яток архітектури місцевого значення під охоронним № 1051-м.
№ 13 (11-а) — житловий будинок, у котрому за Польщі був ресторан Хая Бомбаха, наприкінці 2000-х років містилася страхова компанія «Форум», фірмовий магазин фабрики з виготовлення дерев'яних вікон та дверей «Холтекс» та громадська приймальня Шевченківського районного відділу міліції. 
№ 14 — житловий будинок, де від часів СРСР перший поверх займає центральна міська бібліотека № 21. За часів Польщі тут діяло єврейське товариство «Тікват Ціон» («Надія Сіону») з однойменною синагогою. Нині одне з приміщень займає офіс львівського меморіального музею тоталітарних режимів «Територія Терору». 2019 року, під час проведення ремонтних робіт в приміщенні офісу музею (у міжвоєнний час тут містилася синагога «Надія Сіону»), на стінах виявлені давні розписи. Тепер керівництво музею шукає фінансування для проведення реставрації цих розписів.
№ 16 — житловий будинок, де за Польщі був магазин електротехнічних товарів «Електро-Радіо» Редліха. 
№ 17 — житловий будинок, де до 1939 року була друкарня «Праця» й перукарня Кобера, у 1940-х роках тут була артіль імені Щорса львівської облліспромспілки, у 1950-х роках — чайна та майстерня з ремонту взуття, у 1960-1980 роках — їдальня № 58. Наприкінці 2000-х років — крамниця «Сумки», більярдна та салон мобільного зв'язку. 
№ 18 — тут за польських часів був магазин взуття «Леонія» Екштайна, наприкінці 2000-х років — бар «Беатріс» та приватна нотаріальна контора. 

Світлини вуличної забудови
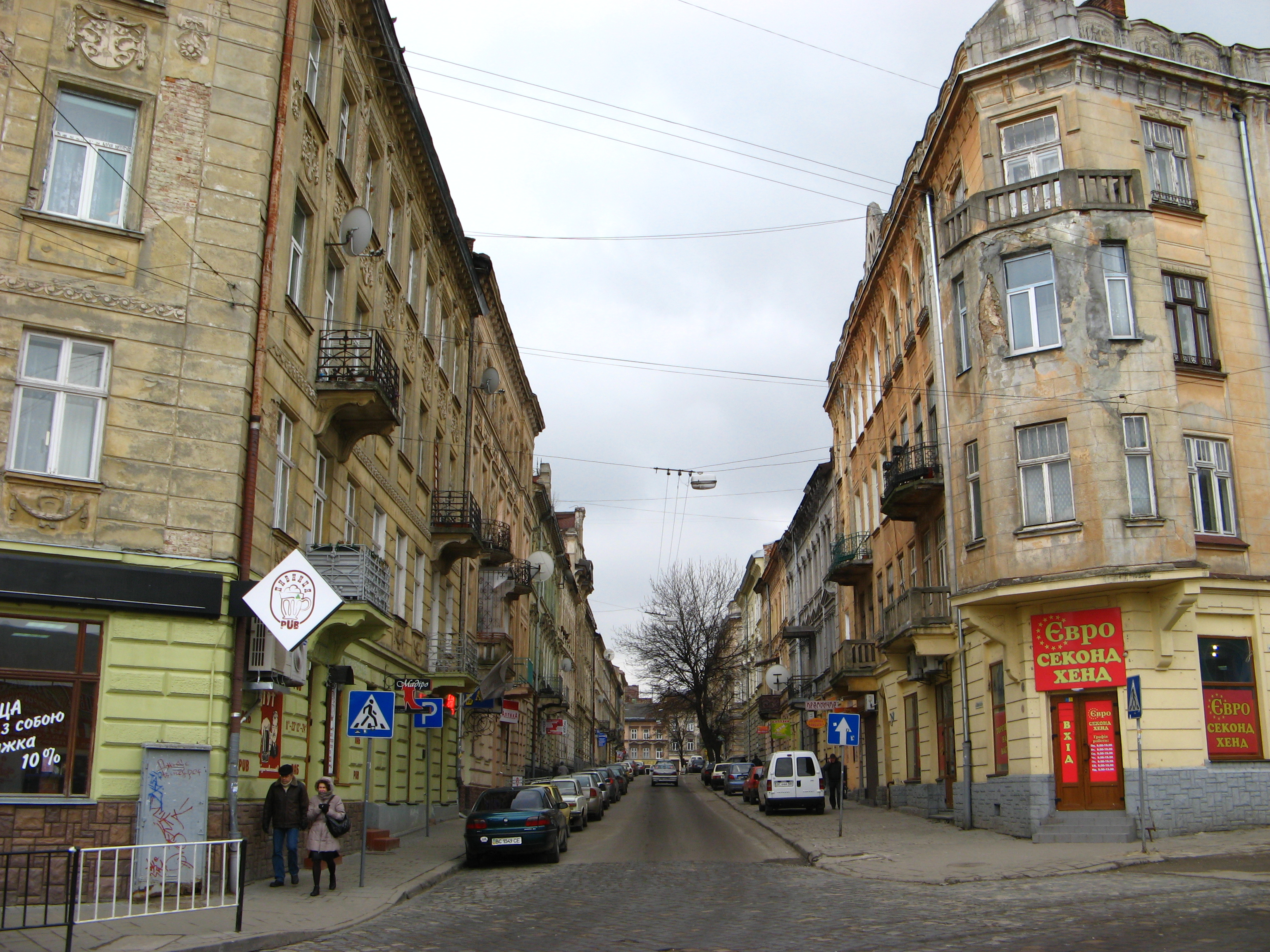
Північна частина вулиці
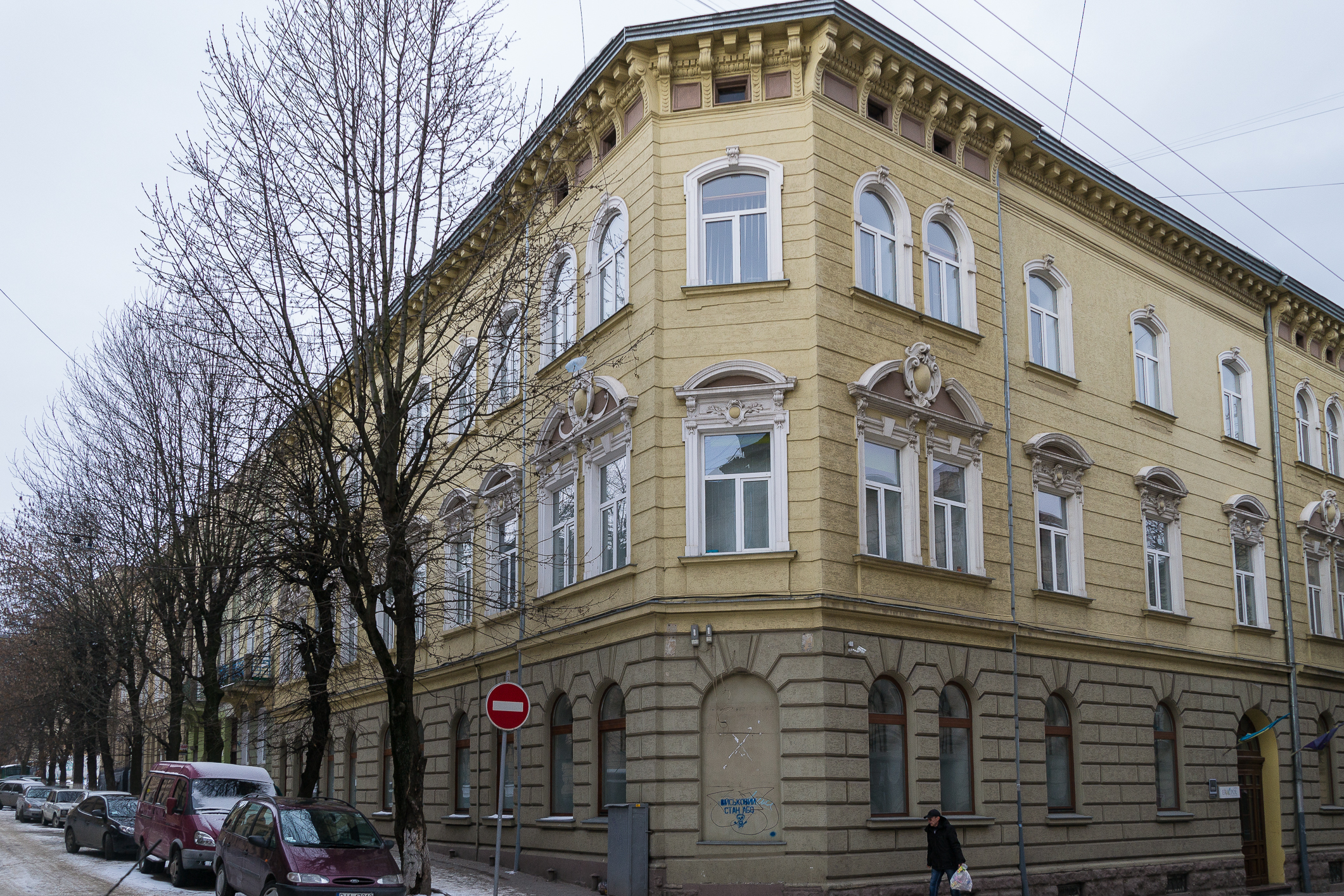
Колишній будинок товариства єврейських ремісників «Яд Харузим» (вул. Шолом-Алейхема, 11)
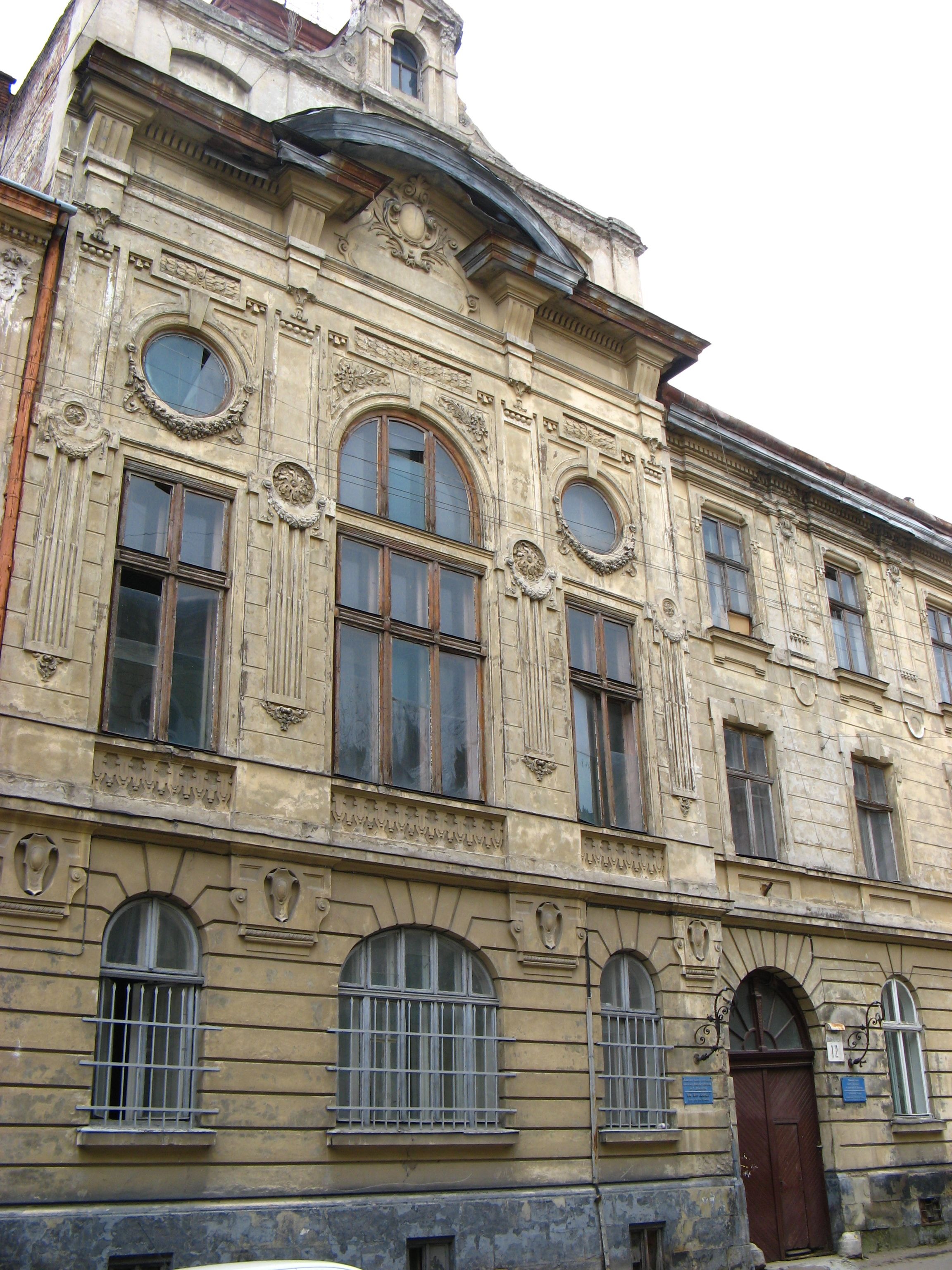
Колишній будинок правління єврейської громади (вул. Шолом-Алейхема, 12)
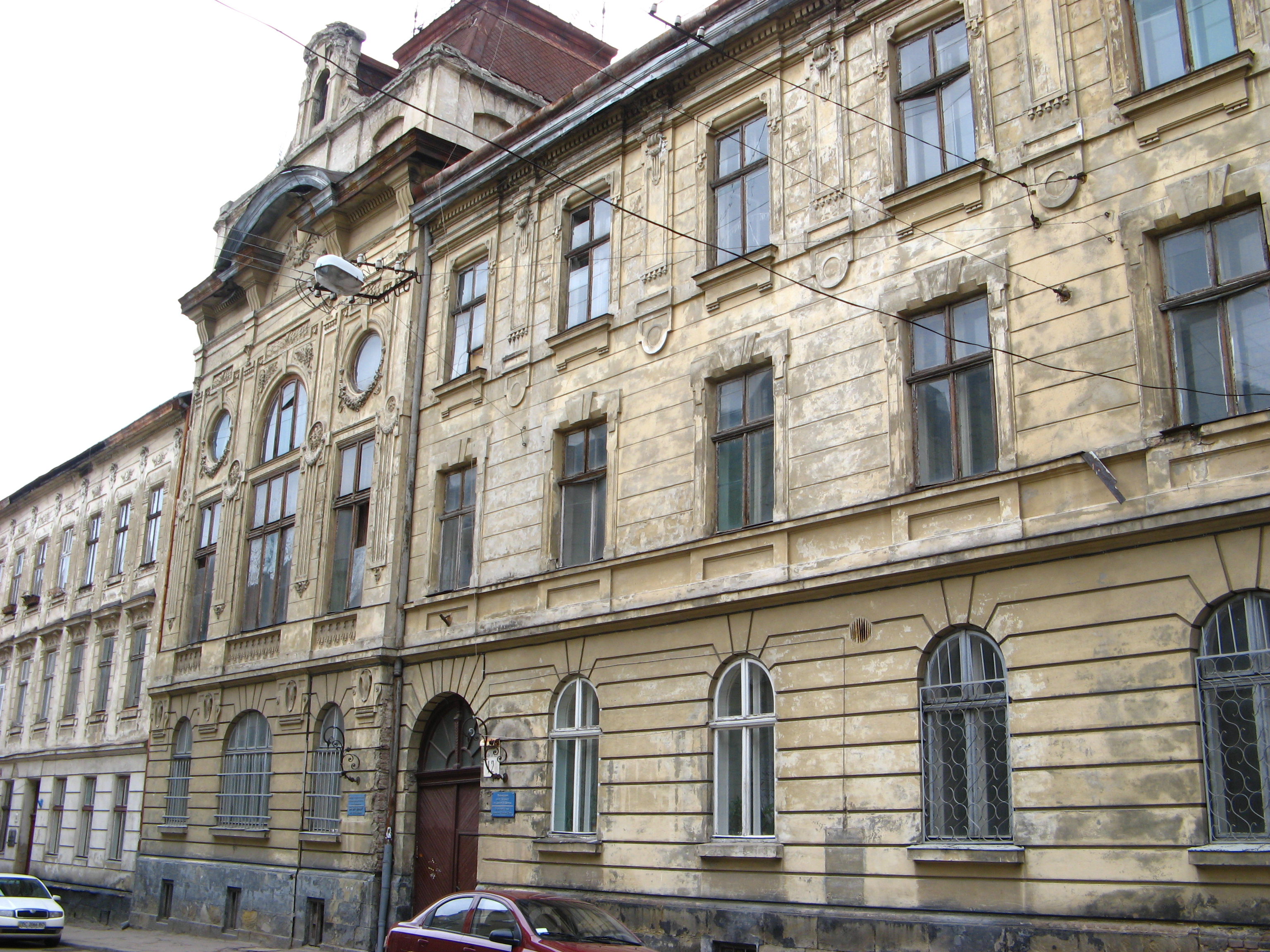
Колишній будинок правління єврейської громади (вул. Шолом-Алейхема, 12)